# Zé-Cruz
Zé-Cruz é um clássico do futebol gaúcho disputado entre as equipes de São José e  Cruzeiro. O Zé-Cruz foi um clássico porto-alegrense até o ano de 2014, quando o Cruzeiro passou a mandar seus jogos no Estádio Vieirão em Gravataí, tornando-se um clássico intermunicipal.
Realizado desde 1914, é um dos mais antigos e tradicionais clássicos do futebol do Rio Grande do Sul, além de ser o segundo mais importante, no contexto histórico, da região metropolitana da capital gaúcha.

Cruzeiro e São José já disputaram 159 jogos entre as duas agremiações. Nos 159 confrontos, vantagem cruzeirista com 64 vitórias, contra 57 vitórias do Zequinha e 38 empates.

## Títulos
| Torneio                             | Cruzeiro | São José |
| ----------------------------------- | -------- | -------- |
| Campeonato Gaúcho                   | 1        | 0        |
| Campeonato do Interior              | 0        | 1        |
| Campeonato Gaúcho - 2ª Divisão      | 1        | 2        |
| Copa FGF                            | 0        | 1        |
| Super Copa Gaúcha                   | 0        | 1        |
| Copa Centenário                     | 0        | 1        |
| Copa Governador do Estado           | 1        | 1*       |
| Campeonato Citadino de Porto Alegre | 3        | 0        |
| Total                               | 6        | 7        |

* Com o nome Barroso-São José.